# Sukolilo (Bulak)
Sukolilo is een bestuurslaag in het regentschap Soerabaja van de provincie Oost-Java, Indonesië. Sukolilo telt 4447 inwoners (volkstelling 2010).